# SM U-73
44°52′00″ пн. ш. 13°50′00″ сх. д. / 44.86666667° пн. ш. 13.83333333° сх. д.
SM U-73 — один з 329 підводних човнів, що служили в Імператорському флоті Німеччини в Першій світовій війні. Він брав участь у торговій війні в рамках Першої битви за Атлантику. Потоплений 30 жовтня 1918 року.

## Командири
- Капітан-лейтенант Густав Зісс (9 жовтня 1915 — 21 травня 1917)
- Капітан-лейтенант Ернст фон Фойгт (22 травня 1917 — 15 січня 1918)
- Капітан-лейтенант Карл Мойзель (16 січня — 15 червня 1918)
- Оберлейтенант-цур-зее Карл Бюнте (16 червня — 15 вересня 1918)
- Капітан-лейтенант Фріц Заупе (16 вересня — 30 червня 1918)